# Warren Joyce
Warren Garton Joyce (Oldham, 20 gennaio 1965) è un allenatore di calcio ed ex calciatore inglese, di ruolo centrocampista.